# 月刊フラワーズ
『月刊フラワーズ』（げっかんフラワーズ、月刊flowers）は、小学館から発売されている日本の女性向け月刊少女漫画雑誌。毎月28日に発売されている。

## 概要
2002年4月27日に創刊。同年3月まで発行された『プチフラワー』をリニューアルし、『別冊少女コミック』から一部連載を引き継ぐ形で新創刊された。
2018年4月号より電子版の発行がスタートし、のちに6月号より紙版と同様毎月28日の発売となった。
2022年に創刊20周年を迎えている。

## 歴代編集長
- 武者正昭（2007年7月[4] - 2011年ごろ）
- 山内靖子（2011年ごろ - 2014年6月）
- 畭俊之（2014年7月 - 2016年7月[6]）
- 彦坂知子（2016年8月[7] - ）
- 古川麻子[2]（2019年[8] - ）

## 現在の連載作品
※2025年7月号現在
- あっちゃんち（西炯子）[9]
- あらあらかしこ（波津彬子）
- 新井理恵劇場（新井理恵）[10]
- 愛しの彼女は隠れオタク（タアモ）
- 詩歌川百景[注釈 1]（吉田秋生）[11]
- 狼の娘（小玉ユキ）
- 神無月紫子の優雅な暇潰し（赤石路代）[12]
- グレさんぽ（グレゴリ青山）[13]
- 黒薔薇アリス D.C.al fine（水城せとな）
- 煌燿国後宮譚（江平洋巳）※集中連載→連載[14]
- 数字であそぼ。（絹田村子）
- 地域の相楽さん（花木アツコ）
- 終の花嫁（谷和野）
- 奈知未佐子メルヘン・シリーズ（奈知未佐子）[15][16]
- 緋のつがい（さいとうちほ）[17]
- ふしぎ遊戯 白虎仙記（渡瀬悠宇）
- ポーの一族 青のパンドラ（萩尾望都）
- 僕のジョバンニ（穂積）※休載中
- マロニエ王国の七人の騎士（岩本ナオ）
- ミステリと言う勿れ（田村由美）
- 弱火の魔法（衿沢世衣子）[18]

### 不定期掲載
- 獣医者正宗捕物帳（逢坂みえこ）

## 過去の連載作品

### あ行
- アイスフォレスト（さいとうちほ）
- 青の花 器の森（小玉ユキ）
- 暁のARIA（赤石路代）
- アシさん（タアモ）
- アドレスどちら（谷和野）
- アナスタシア倶楽部（さいとうちほ）※プチフラワー時代から連載
- 姉の結婚（西炯子）
- AMAKUSA1637（赤石路代）
- 雨、こんこんと、綿帽子（鯖ななこ）
- AWAY－アウェイ（萩尾望都 原案：小松左京「お召し」）
- いちばんいいスカート（谷和野）
- イン・ザ・ポケット（谷和野）
- イヴの眠り（吉田秋生）
- Yesterday, Yes a day（岩本ナオ）
- 居酒屋さちこ（穂積）
- うさギョロ!（まめもやし）
- うせもの宿（穂積）
- うまんが（新井理恵）
- 海街diary（吉田秋生）
- うるわしの英国シリーズ（波津彬子）
- エンジェル・トランペット（赤石路代）
- 娚の一生（西炯子）
- オープンクロゼットシリーズ（谷和野）
- お兄ちゃんは今日も少し浮いてる（梅サト）

### か行
- ガールズ美術（今日マチ子）
- 輝夜伝（さいとうちほ）
- 風光る（渡辺多恵子）
- 亀の鳴く声（西炯子）
- カツカレーの日（西炯子）
- カミサマのお戯れ（四ノ原目黒）
- ガレキ街のルウとメエ子（緒川みのる）[18]
- きみに奏でる僕の音（白壁たくみ）
- 金の国 水の国（岩本ナオ）
- きょうのヤギさん（錆ななこ）
- 恋ひうた 和泉式部異聞（江平洋巳）
- ここではない★どこかシリーズ（萩尾望都）
- 狛犬撫でたら（梅サト）

### さ行
- 坂道のアポロン（小玉ユキ）
- さよならソルシエ（穂積）
- さんすくみ（絹田村子）
- 3分間の魔法（白水こよみ）
- 執事は恋を名乗らない（大上貴子）
- 地獄の沙汰も彼次第（秋里和国）
- 失恋ショコラティエ（水城せとな）
- 重要参考人探偵（絹田村子）[注釈 2]
- ――準備中。（やまざき貴子）
- 諸葛孔明 時の地平線（諏訪緑）
- しろくまカフェ（ヒガアロハ）
- スケルトン イン ザ クローゼット（岩本ナオ）
- STAYシリーズ（西炯子）
  - STAY ああ今年の夏も何もなかったわ
  - STAYプラス お手々つないで
  - STAYリバース 双子座の女
  - STAYラブリー 少年
  - STAYプリティ First Love
- 7SEEDS（田村由美）
- 尖塔の鳥（空木帆子）
- そして女神は微笑む（大上貴子）

### た行
- 蛇蝎 -DAKATSU-（秋里和国）
- タケヤブヤケタ（草間さかえ）
- たんぽぽの綿毛（小沢真理）
- ちいさこの庭（小玉ユキ）
- 超局地的つぶ！（当麻ゆいこ）
- 月影ベイベ（小玉ユキ）
- 電波の男（西炯子）
- トウカ草紙（大野潤子） ※ 『凛花』へ移動
- とりあえず地球が滅びる前に（ねむようこ）
- ドリームスケープ（江平洋巳）
- とりかえ・ばや（さいとうちほ）

### な行
- 猫mix幻奇譚とらじ（田村由美） ※ 『凛花』へ移動
- 逃げても逃げても（ねむようこ）
- 女房、きつね仕立て（四ノ原目黒）
- ねこもしゃくしも（笠原千鶴）

### は行
- Hide&Seek（鯖ななこ）
- 羽衣ミシン（小玉ユキ）
- 旗を上げろ（中川馨）
- 薄幸日和（グレゴリ青山）
- 初恋の世界（西炯子）
- はてなデパート（谷和野）
- 花ばなの歌声（神坂智子）
- パンドラ★パニック（名香智子）
- バルバラ異界（萩尾望都）
- 光の海（小玉ユキ）
- ピアノドクター（有留杏一、原作：イタバシマサヒロ）
- ふきげんなからだ（豊旗祐子）
- ふたりぼっち（吉村明美）
- ブラボー!乙女塾（苑田和見）
- ふるぎぬや紋様帳（波津彬子）
- ブロンズの天使（さいとうちほ）
- ふわふわポリス（西炯子）
- ボクんちの幽霊（笠原千鶴）
- ポーの一族 春の夢（萩尾望都）
  - ポーの一族 ユニコーン（萩尾望都）
  - ポーの一族 秘密の花園（萩尾望都）

### ま行
- マダムGの館（グレゴリ青山）
- 町でうわさの天狗の子（岩本ナオ）
- まつり見聞録（緒川みのる）
- マンゴーの涙（小玉ユキ）
- 都の昼寝物語（秋里和国）
- 緑の罪代（梅サト）
- 水色童子K.K.（名香智子）
- 女神さまと私（波津彬子）
- めもくらむ〜大正キネマ浪漫〜（赤石路代）
- 桃太郎日常茶飯事鬼退治（秋里和国）

### や行
- YASHA-夜叉-（吉田秋生）
- 夢の真昼（吉村明美）
- 夢みる機械人形（やまざき貴子）
- 横浜迷宮（よしまさこ）

### ら行・わ行
- リリリライト（谷和野）
- LEGAの13（やまざき貴子）
- レオくん（萩尾望都）
- レディシノワズリ（波津彬子）
- ろまんが（新井理恵）

## 映像化作品

### アニメ化
| 作品           | 放送年 | アニメーション制作       |
| -------------- | ------ | ------------------------ |
| しろくまカフェ | 2012年 | studioぴえろ             |
| 坂道のアポロン | 2012年 | MAPPA 手塚プロダクション |

| 作品          | 公開年 | アニメーション制作 | 配給                           |
| ------------- | ------ | ------------------ | ------------------------------ |
| 金の国 水の国 | 2023年 | マッドハウス       | ワーナー・ブラザース・ジャパン |

| 作品   | 配信年         | アニメーション制作 | 配信元  |
| ------ | -------------- | ------------------ | ------- |
| 7SEEDS | 2019年 (第1期) | GONZO              | Netflix |
| 7SEEDS | 2020年 (第2期) | スタジオKAI        | Netflix |

### 実写化
| 作品               | 放送年 | 制作                                  | 備考         |
| ------------------ | ------ | ------------------------------------- | ------------ |
| 失恋ショコラティエ | 2014年 | フジテレビ                            |              |
| 重要参考人探偵     | 2017年 | テレビ朝日 メディアミックス・ジャパン |              |
| ミステリと言う勿れ | 2022年 | フジテレビ                            | SP、映画あり |

| 作品           | 公開年 | 配給                       | 備考                                                                                            |
| -------------- | ------ | -------------------------- | ----------------------------------------------------------------------------------------------- |
| STAY           | 2007年 | ギャガコミュニケーションズ |                                                                                                 |
| 娚の一生       | 2015年 | ショウゲート               |                                                                                                 |
| 海街diary      | 2015年 | 東宝 ギャガ                | 第68回カンヌ国際映画祭コンペティション部門出品作品。 第39回日本アカデミー賞最優秀作品賞を受賞。 |
| 坂道のアポロン | 2018年 | 東宝 アスミック・エース    |                                                                                                 |

- 本誌移籍前にテレビドラマ化された作品だと『YASHA-夜叉-』もある。

## 発行部数
- 2003年9月1日 - 2004年8月31日、58,000部[19]
- 2004年9月 - 2005年8月、54,417部[19]
- 2005年9月1日 - 2006年8月31日、49,084部[19]
- 2006年9月1日 - 2007年8月31日、46,333部[19]
- 2007年10月1日 - 2008年9月30日、43,334部[19]
- 2008年10月1日 - 2009年9月30日、36,667部[19]
- 2009年10月1日 - 2010年9月30日、33,000部[19]
- 2010年10月1日 - 2011年9月30日、32,917部[19]
- 2011年10月1日 - 2012年9月30日、33,000部[19]
- 2012年10月1日 - 2013年9月30日、33,167部[19]
- 2013年10月1日 - 2014年9月30日、33,000部[19]
- 2014年10月1日 - 2015年9月30日、33,750部[19]
- 2015年10月1日 - 2016年9月30日、35,917部[19]
- 2016年10月1日 - 2017年9月30日、48,750部[19]
- 2017年10月1日 - 2018年9月30日、35,000部[19]
- 2018年10月1日 - 2019年9月30日、31,500部[19]
- 2019年10月1日 - 2020年9月30日、24,750部[19]
- 2020年10月1日 - 2021年9月30日、23,333部[19]
- 2021年10月1日 - 2022年9月30日、22,333部[19]
- 2022年10月1日 - 2023年9月30日、20,750部[19]
- 2023年10月1日 - 2024年9月30日、20,250部[19]

## 増刊号
- 『凛花』（2007年 - 2012年、年3回刊）
- 『増刊フラワーズ』（2012年 - 、年4回刊）